# Jean-Auguste Boucherie
Pour les articles homonymes, voir Boucherie (homonymie).
Jean-Auguste Boucherie, né le 21 septembre 1801 à Bordeaux où il meurt le 8 juin 1871, est un docteur en médecine français et inventeur du procédé Boucherie de préservation des bois.

## Biographie
Issu d'une famille de négociant originaire de Bergerac, Jean-Auguste Boucherie nait à Bordeaux en 1801 et fait ses études au lycée de cette ville, puis entre dans une maison de commerce, qu’il quitte bientôt pour se vouer exclusivement à l'étude de la médecine. Il part pour Paris en 1821. Après avoir réussi ses examens avec distinction, il obtient le grade de docteur en médecine en 1830 et soutient une thèse sur le croup, qui lui vaut les éloges de Guillaume Dupuytren. Après sa rentrée à Bordeaux, Boucherie enseigne la chimie, lorsqu'il est appelé à Naples pour y monter la première sucrerie de betteraves. Quelques ennuis le décident à rentrer en France dans le courant de l'année 1833. Quelque temps après son retour, la lecture d’un journal anglais, dans lequel on exaltait les mérites d'un procédé de conservation des bois que le plus simple bon sens condamnait d'avance, le détermine à entreprendre des recherches sur ce problème. Il en trouve la solution, non sans avoir éprouvé toutes les misères de l'inventeur. C'est en 1840 que Boucherie publie son mémoire sur la conservation du bois, le procédé qu'il expérimente, que l'on connaît désormais sous le nom de « procédé boucherie ».
Boucherie abandonne pour 10 000 FF l'exploitation de ses procédés aux lignes télégraphiques.
Boucherie ne s’est pas seulement attaché à préserver les bois de la pourriture, il est aussi parvenu à les colorer de diverses nuances et à les rendre incombustibles, d'une dessiccation plus facile et d’une résistance plus considérable qu'à leur état normal, etc.
Il est nommé chevalier de la Légion d'honneur en 1840, puis promu officier en 1856.
Maire de Cuzieu dans la Loire, il a pour résidence le château de cette commune, acquis vers 1850, et qui est encore, en 2018, propriété de la famille Boucherie.
Jean-Auguste Boucherie meurt en 1871 à Bordeaux.

## Distinctions
- Officier de la Légion d'honneur (1856)

## Source
- Cet article est partiellement ou en totalité issu de la page « Nécrologie : M. Boucherie. » de A.D., le texte ayant été placé par l’auteur ou le responsable de publication sous la licence Creative Commons paternité partage à l'identique ou une licence compatible.